# Mario Canzio
Mario Canzio (Salerno, 16 marzo 1947) è un dirigente pubblico italiano.

## Biografia
Ha conseguito la laurea in Economia a Napoli nel 1970. Nel 1972 è entrato al Ministero delle finanze fino a quando è diventato Ispettore generale per gli affari economici della Ragioneria Generale dello Stato.
Il 20 maggio 2005 è stato nominato Ragioniere generale dello Stato a seguito di deliberazione del Consiglio dei ministri, in sostituzione di Vittorio Grilli.
In data 17 maggio 2013 gli è subentrato Daniele Franco.
Mario Canzio è stato il 19º Ragioniere generale dello Stato italiano dal 1870, quando la carica fu istituita.